# 常福寺 (江戸川区)

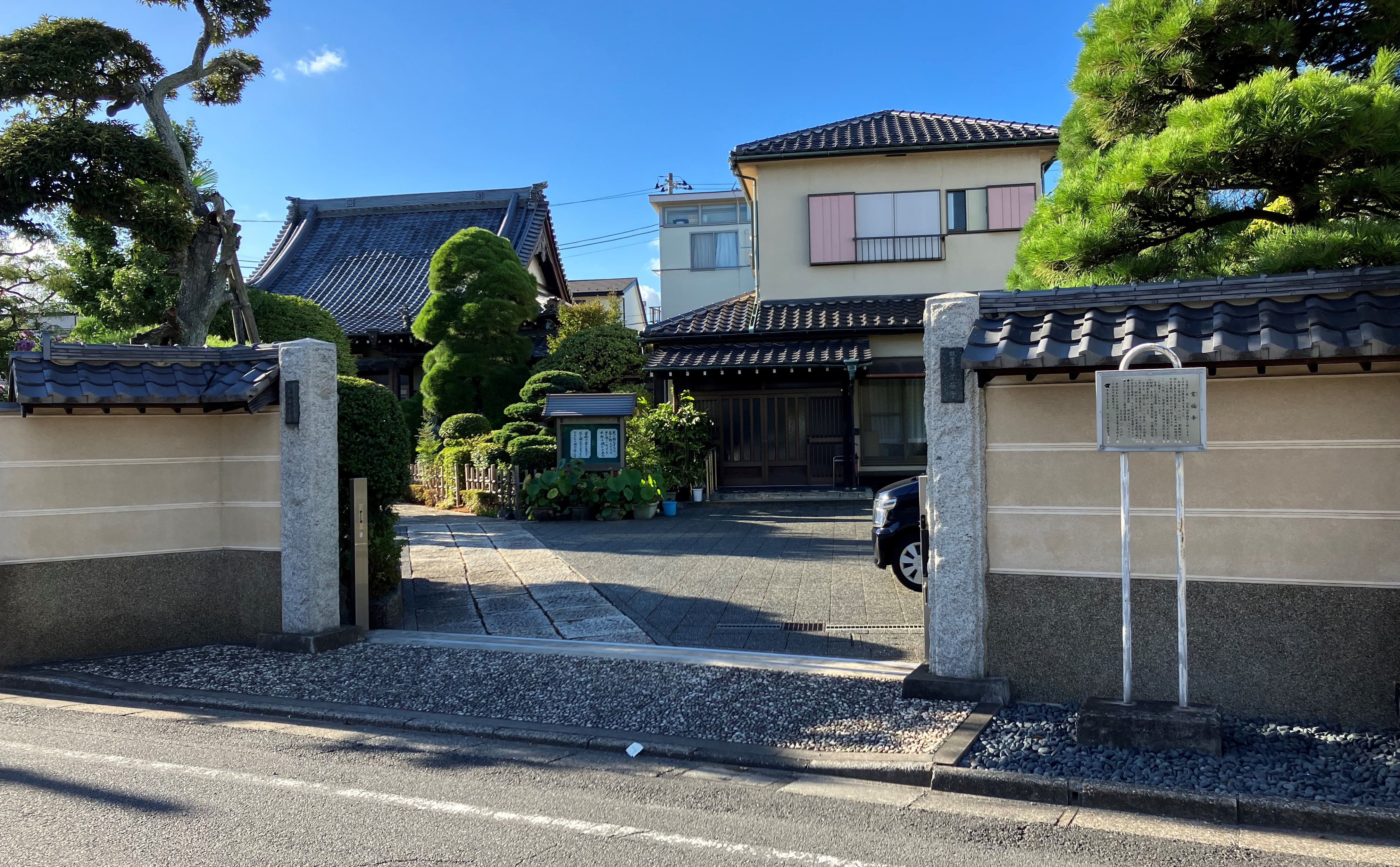
門

常福寺（じょうふくじ）は、東京都江戸川区上一色にある日蓮宗の寺院。山号は大黒山。旧本山は大本山法華経寺(中山門流)、小西法縁。
　

## 歴史
寛永3年（1626年）、覚樹院日了大徳を開山に創建された。安政2年（1855年）の江戸地震と、翌安政3年（1856年）の台風で被害を受けた。明治時代の神仏分離で残った社殿も失うが、昭和5年（1930年）、泰善院日譲（26世）の代に本堂が再建され、その後境内が整備された。

## 関連資料
- 「民俗・文化・自然編 第二章 神社と寺院 第二節 寺院 三 各神社の由緒沿革 三五 常福寺」『江戸川区史』 第三巻、江戸川区、1976年3月、512頁。
- 「上一色村 常福寺」『新編武蔵風土記稿』 巻ノ28葛飾郡ノ9、内務省地理局、1884年6月。NDLJP:763979/58。